# 武陟县
武陟县是中华人民共和国河南省焦作市下辖的一个县。面积805平方公里，总人口約67万人。相传周武王伐纣路过此地，登高望远，因而得名，“陟”即登高、兴起之意。县人民政府驻木城街道興華路8號。
武陟县是焦作市的东南门户，与河南省会郑州市隔黄河相望，是焦作市面积最大、人口最多的县。

## 历史沿革
武陟在周初称怀邑。秦始皇二十六年（公元前221年）秦统一后，于县境内置怀县，为河内郡治所。秦始皇二十八年（公元前219年）又置武德县（在今圪当店乡大城村）。隋开皇十六年（公元596年），分修武县南部，于武德故城置武陟县，后并入修武县。唐武德二年（公元619年）复置怀县。武德四年（公元621年）又复置武陟县。贞观元年（627年），废怀县入武陟县。五代十国时期，武陟县属怀州。元朝时期，武陟县属中书省怀庆路。明朝时期，武陟县属河南布政使司怀庆府。清袭明制，属河南省怀庆府。中华民国时期，1913年废怀庆府，道治由武陟移驻汲县。1914年，武陟县属河北道。1916年，武陟县直属河南省政府。1932年，武陟县属河南省第四行政督察区。1938年日军侵入，次年移县治于木栾店镇。
1948年10月，中国人民解放军接管武陟全境。1949年8月，武陟县属平原省新乡专区。1952年平原省撤销，武陟县属河南省新乡专区。1986年1月，武陟县改归焦作市管辖。

## 人口
根據第七次人口普查數據，截至2020年11月1日零時，武陟縣常住人口為661341人。

## 地理
武陟县为黄河与沁河的冲积平原，是华北平原的一部分。除由于黄河、沁河泛滥改道留下的废堤、故道、沙岗、凹横外，地势平坦，略有起伏。地表自西南向东北微倾，全域海拔在80-106米之间。境内的主要河流有黄河、沁河、蟒河、大狮涝河、大沙河等河流，均属黄河水系。其中黄河临境长46.6公里，沁河过境长33公里。

## 行政区划
武陟县下辖4个街道办事处、6个镇、5个乡：
木城街道、龙源街道、龙泉街道、木栾街道、詹店镇、西陶镇、谢旗营镇、大封镇、乔庙镇、圪垱店镇、嘉应观镇、三阳乡、小董乡、大虹桥乡、北郭乡和武陟宁郭农场。
2020年，撤圪垱店乡，设立圪垱店镇。
2023年，撤销嘉应观乡，设立嘉应观镇。

## 经济
2019年，武陟全县完成国民生产总值463.26亿元，居焦作市下辖各县市第一位。武陟产业集聚区规划面积23.15平方公里，是河南省优秀产业集聚区、省级二星级产业集聚区、省级经济技术开发区，入驻企业218家。

### 第一产业
2021年，武陟县累计建成高标准农田52.8万亩，粮食生产连续五年丰收；成功创建省级肉鸭现代农业产业园，培育省级以上农业产业化龙头企业17家、省级农业产业化集群4家，数量、规模均居全市前列；55个村成为“一村一品”专业村，“三品一标”农产品总数31个，被评为省级农产品质量安全县、省级食品安全示范县。

### 第二产业
2021年，武陟县累计实施“三大改造”项目230个，创建国家级绿色园区1个、绿色工厂1个，省级绿色工厂3个、智能工厂2个，培育国家高新技术企业74家、省级以上创新平台48个，万元生产总值能耗较2016年下降14.4%。装备制造、生物医药、造纸及纸制品三大主导产业增加值占规上工业比重61.7%，半导体、激光装备等战略新兴产业从无到有。

### 第三产业
2021年，武陟县建成44公里的王园线生态文化廊道，精彩承办黄河文化理论研讨会、“中国农民丰收节”河南主会场等活动，引进白鹿仓黄河歌谣国际文化旅游度假区项目，嘉应观黄河国家文化公园项目纳入全省国家文化公园10大标志性工程，武陟成功入选中国文化百强县。国家粮食和物资储备基地项目列入《省“十四五”军民融合发展规划》，武陟成为省级区域物流枢纽，被评为全省“供应链创新与应用试点县”。电子商务交易额年均增长15.1%，成功创建全国电子商务进农村综合示范县、全省农产品电商十强县。

## 交通
郑焦城际铁路纵贯县境，设武陟站，为主要高速铁路车站。另 京广铁路从县境东南部经过，设焦作东站，为货运车站，目前不办理客运。
 晋新高速与 郑云高速在境内十字交汇，为主要的联外高速公路。此外， 234国道、 327国道、 104省道、 228省道、 232省道、 233省道、 234省道、 308省道、 309省道等国道或省道干线亦在境内经过。
武陟南临黄河，有4座黄河大桥连接武陟与黄河南岸的郑州市。自上游至下游分别为：
- 焦郑黄河大桥：连接武陟县大虹桥乡与郑州荥阳市，为 234国道跨越黄河的桥梁。
- 桃花峪黄河大桥：连接武陟县圪垱店镇与荥阳市广武镇，是 郑云高速跨越黄河干流的桥梁，为悬索桥。
- 嘉应观黄河铁路大桥：曾为京广铁路跨越黄河的桥梁，2014年起停用。
- 郑焦城际铁路黄河大桥：为郑焦城际铁路与京广铁路跨越黄河的桥梁，为目前黄河上唯一一座四线铁路桥。

距武陟县最近的机场为郑州新郑国际机场，距县城约100公里，高速公路约1小时车程。另外，从武陟站亦有城际列车可前往新郑机场。

## 文化旅游

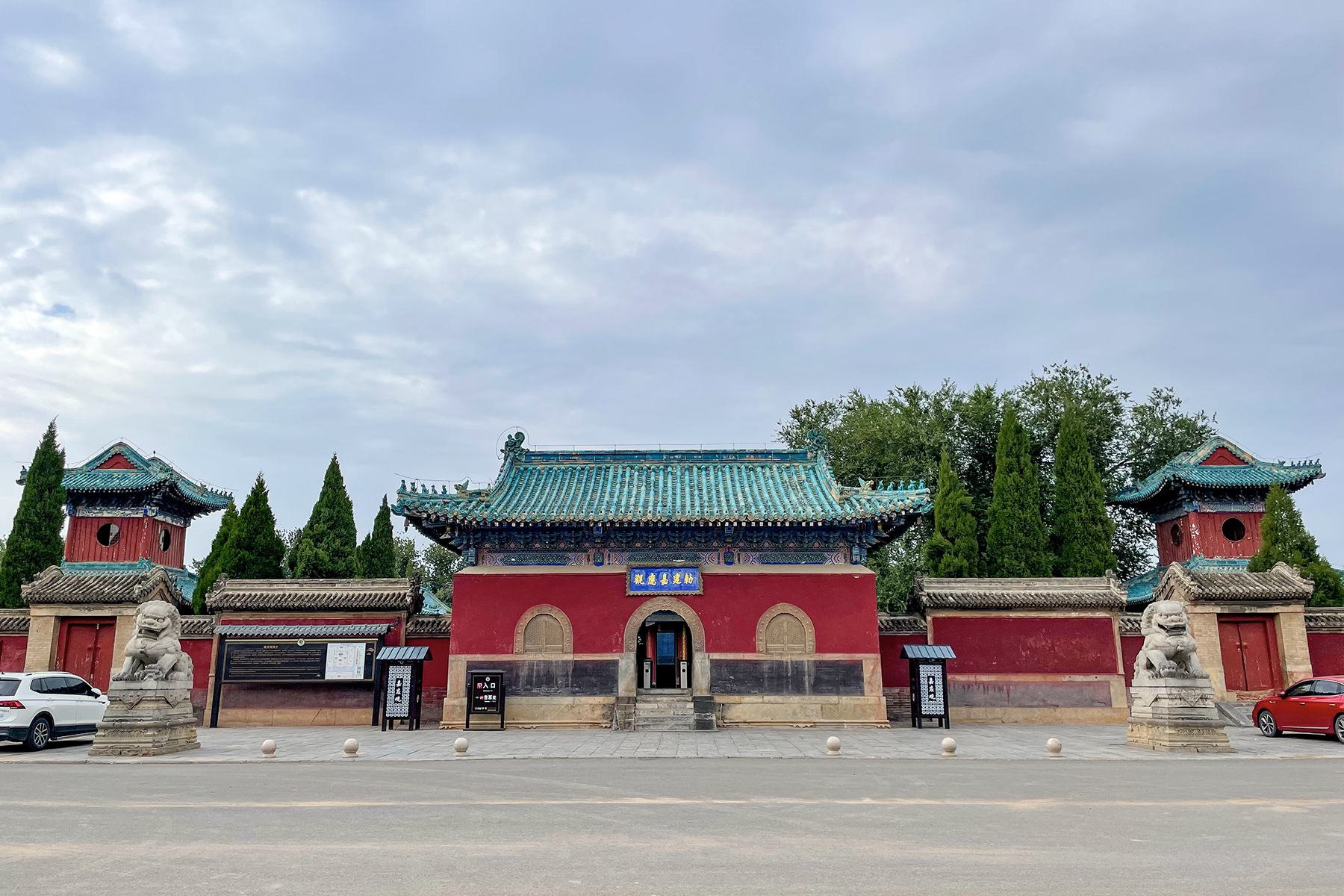
嘉应观

武陟是千年古县，历史文化悠久，拥有42个国家级、省级文物保护单位和非物质文化遗产。主要景点有：
- 嘉应观：全国重点文物保护单位，AAAA级景区。位于嘉应观乡，始建于清雍正元年（1723年），为雍正帝敕建的“淮黄诸河龙王庙”，被称作万里黄河第一观。
- 妙乐寺塔：全国重点文物保护单位，位于大虹桥乡，始建于唐代，重修于后周显德二年（955年）。
- 东石寺仰韶文化遗址

## 著名人物
- 山涛：西晋大臣，“竹林七贤”之一。[11]
- 向秀：“竹林七贤”之一。[11]
- 何瑭：明朝政治人物，官至南京右都御史。[11]
- 毛昶熙：晚清政治人物，先后任顺天府尹、太仆寺卿、内阁学士、左都御史、工部尚书、吏部尚书、翰林院掌院学士、兵部尚书等职。[11]
- 李堂杰（1798－1865），河南河内人，清朝道光年间壬午科进士，先后任翰林院庶吉士、编修、侍读、太常寺少卿、工部尚书、礼部尚书、军机大臣、户部尚书等职。三代帝王之师。

## 特产
武陟盛产优质小麦、玉米、水稻、花生等，是怀地黄、怀牛膝、怀山药和怀菊花“四大怀药”的原产地。武陟大米与四大怀药均通过中国地理标志产品认证。
武陟油茶为当地特色小吃，由面粉、花生、芝麻、豆类、果仁等原料加上多种调料炒制而成。